# John Johansson i Brånsta
John Harald Johansson, i riksdagen kallad Johansson i Brånsta, född 2 juli 1894 i Kumla, Örebro län,död där 13 november 1954, var en svensk lantbrukare och politiker (c).
John Johansson var ledamot av Sveriges riksdags första kammare för Bondeförbundet från 1951 till sin död, invald i Örebro läns valkrets.